# 強き者よ
「強き者よ」（つよきものよ）は、日本の女性アイドルグループ・SKE48の楽曲。作詞は秋元康、作曲は上田晃司が担当した。2009年8月5日に、グループのデビューシングルとしてLantis（現・バンダイナムコミュージックライブ）から発売された。楽曲のセンターポジションは松井珠理奈が務めた。

## 背景とリリース
SKE48名義としては初のシングル。バンダイビジュアル傘下のインディーズレーベルであるLantisよりリリースされたが、当時同社は流通をキングレコードに委託していたためメジャー扱いとなり、これがメジャー・デビューとなった。
AKB48のインディーズ時代の2作品と同様に、選抜制度ではなく単一チーム（チームS）による選抜となった。
キャッチコピーは「夢見る少女は勇者になる」。
CD発売に先がけ2009年7月5日より「着うた」着うたver、「着うたフル」TVサイズver（75秒）をレコチョクにて配信。シングル・リリース記念として、各サイトにてスペシャル・コンテンツを期間限定で開設。
CDへの収録特典として、通常盤はメンバーの生写真と発売記念特別イベント参加応募券、劇場盤は握手会参加券（SUNSHINE SAKAE、AKB48劇場）、スペシャルイベントおよびスペシャルライブの参加抽選券が付いた。

## チャート成績
オリコン週間シングルチャートでは、初登場5位を記録している。

## ミュージック・ビデオ
PVは、中部国際空港セントレア貨物地区で撮影された。

## メディアでの使用
テレビ東京系アニメ『真マジンガー 衝撃! Z編』の後期エンディングテーマとして使用されたほか、同じくテレビ東京系『アニソンぷらす』の2009年8月度エンディングテーマとして使用された。
東海ラジオ・『SKE48 1+1は2じゃないよ!』オープニングテーマ。

## シングル収録トラック

### 通常盤
| 全作詞: 秋元康、全作曲: 上田晃司、全編曲: 野中“まさ”雄一。 |                            |        |            |      |
| #                                                          | タイトル                   | 作詞   | 作曲・編曲 | 時間 |
| 1.                                                         | 「強き者よ」               | 秋元康 | 上田晃司   | 4:21 |
| 2.                                                         | 「強き者よ」(Instrumental) | 秋元康 | 上田晃司   | 4:20 |
| 合計時間:                                                  | 合計時間:                  | 8:42   |            |      |

| #  | タイトル                                           | 作詞 | 作曲・編曲 |
| -- | -------------------------------------------------- | ---- | ---------- |
| 1. | 「第一回SKE48 vs AKB48ガチンコバトル」             |      |            |
| 2. | 「祝SKE48 CDデビュー AKB48前田敦子お祝いコメント」 |      |            |

### 劇場盤
| #         | タイトル                               | 作詞  | 作曲・編曲 | 時間 |
| --------- | -------------------------------------- | ----- | ---------- | ---- |
| 1.        | 「強き者よ (teamS ver.)」(チームS)     |       |            | 4:21 |
| 2.        | 「強き者よ (teamKII ver.)」(チームKII) |       |            | 4:21 |
| 3.        | 「強き者よ」(Instrumental)             |       |            | 4:20 |
| 合計時間: | 合計時間:                              | 13:02 |            |      |

| #  | タイトル               | 作詞 | 作曲・編曲 |
| -- | ---------------------- | ---- | ---------- |
| 1. | 「『強き者よ』PV」     |      |            |
| 2. | 「Making of 強き者よ」 |      |            |

## 選抜メンバー
- 大矢真那
- 小野晴香
- 桑原みずき
- 新海里奈
- 高井つき奈
- 高田志織
- 出口陽
- 中西優香
- 平田璃香子
- 平松可奈子
- 松井珠理奈
- 松井玲奈
- 松下唯
- 森紗雪
- 矢神久美
- 山下もえ

PVは上記16名で収録されたが、表題曲の歌唱は大矢・小野・桑原・高田・出口・中西・平田・平松・松井珠・松井玲・矢神の11名で収録された。